# دیرینگ (داکوتای شمالی)
دیرینگ(به انگلیسی: Deering) شهری در ایالت داکوتای شمالی کشور ایالات متحده آمریکا است که جمعیت آن در سرشماری سال ۲۰۱۰ میلادی، ۹۸ نفر بوده‌است.